# ルアンシャ
ルアンシャ（Luanshya）は、ザンビア中部のカッパーベルト州の都市。
2016年の人口は14万4500人。リヴィングストンに次いで8番目に人口が多い。カッパーベルト州の六大都市中最も南にある町であり、州都ンドラの南に位置する。
ルアンシャは20世紀初頭の銅鉱山の発見とともに建設され、発展してきた。銅鉱山は、探検家のウィリアム・コリアーによって偶然発見された。コリアーがルアンシャ川のほとりでローン・アンテロープ（レイヨウの一種）を撃った際、レイヨウが銅鉱の露頭の上に倒れたために鉱脈が発見された。後に鉱山がコリアーによって開設された際、社名は「ローン・アンテロープ銅鉱山株式会社」と名づけられた。
20世紀中は銅鉱によってルアンシャは繁栄を続けたが、銅鉱石が採掘によって地中奥深くから掘り出されるようになると、採算面から操業が難しくなり、2009年6月6日にルアンシャ銅鉱山はザンビア政府より中国有色砿業集団有限公司に売却された。
ルアンシャ空港がある。